# 景春
景春，长白人，是一名清朝政治人物。
景春曾于光绪年间接替恩瑞任建宁府知府一职，光绪年间由蒋斯岱接任。